# 埃伊格尔松

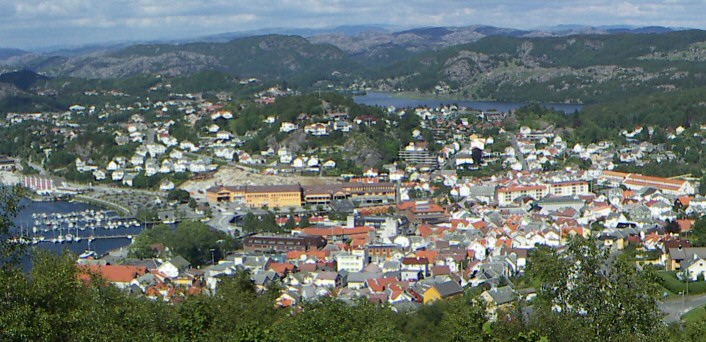
远眺埃格尔松镇

埃伊格尔松（挪威語：Eigersund）是挪威罗加兰郡的一个市镇，行政中心为埃格尔松。市镇面积为432.49平方公里，2023年人口数量为15,011人。
埃格尔松镇以其陶瓷工厂而著名（工厂于1979年关闭），也是挪威最大的捕鱼港口之一。